# Gwen Gaze
Alta Gwendolyn Gaze (Melbourne, 6 de septiembre de 1915 – Seattle (Washington), 29 de agosto de 2010) fue un actriz estadounidense.

## Biografía
Gaze se graduó en la Pasadena Junior College en California y en el Real Academia de Arte Dramático de Londres. Trabajó en diferentes producciones mientras estaba en Inglaterra. Después de establecerse en los Estados Unidos, actuó en las producciones de la Little Theatre productions. Apareció en la obra teatral The Women en Nueva York.
Gaze firmó con la Universal Pictures, haciendo su debut junto a John Wayne en I Cover the War (1937). Trabajó en dos peklículas de Hopalong Cassidy en 1938 junto a William Boyd. Su primer trabajo para Hoppy fue Partners of the Plains, encarnado a uno de sus personajes con más característico, la de inglesa Lorna Drake. Pero sonre todo es recordada por su papel de ingenua en The Secret of Treasure Island de 1938 junto a Don Terry.
A principios de los 40, Gaze trabajó en la radio en Nueva York y Hollywood antes de trasladarse a Vancouver, donde se hizo miembro de la dirección de la CKWX radio.
In 1944, Gaze married Martin Straith, temporarily ending her career. They had two children. After he died in 1948, she resumed working on radio in Vancouver and performed on stage and on television. In 1969, Gaze married architect Arden C. Steinhart, and they moved to Seattle. He died in 1994.

## Filmografía
- I Cover the War (1937)
- Partners of the Plains (1938)
- The Secret of Treasure Island (1938, serial)
- Bar 20 Justice (1938)
- West of Pinto Basin (1940)
- Underground Rustlers (1941)
- Wrangler's Roost (1941)
- House of Errors (1942)
- Two Fisted Justice (1943)